# Boethus pusillus
Boethus pusillus är en stekelart som beskrevs av Henry Keith Townes, Jr. och Gupta 1992. Boethus pusillus ingår i släktet Boethus och familjen brokparasitsteklar. Inga underarter finns listade.